# Nordankil
Nordankil är en by i Möklinta distrikt (Möklinta socken) i Sala kommun, Västmanlands län (Västmanland). Byn ligger vid vägskälet där länsväg 833 möter länsväg 835, cirka tre kilometer öster om tätorten Möklinta.